# Oriska
Oriska és una població dels Estats Units a l'estat de Dakota del Nord. Segons el cens del 2000 tenia 128 habitants.

## Demografia
Segons el cens del 2000, Oriska tenia 128 habitants, 47 habitatges, i 31 famílies. La densitat de població era de 176,5 hab./km².
Dels 47 habitatges en un 40,4% hi vivien nens de menys de 18 anys, en un 48,9% hi vivien parelles casades, en un 8,5% dones solteres, i en un 34% no eren unitats familiars. En el 27,7% dels habitatges hi vivien persones soles el 8,5% de les quals corresponia a persones de 65 anys o més que vivien soles. El nombre mitjà de persones vivint en cada habitatge era de 2,72 i el nombre mitjà de persones que vivien en cada família era de 3,45.
Per edats la població es repartia de la següent manera: un 32% tenia menys de 18 anys, un 10,2% entre 18 i 24, un 30,5% entre 25 i 44, un 21,1% de 45 a 60 i un 6,3% 65 anys o més.
L'edat mediana era de 32 anys. Per cada 100 dones de 18 o més anys hi havia 107,1 homes.
La renda mediana per habitatge era de 28.125 $ i la renda mediana per família de 26.667 $. Els homes tenien una renda mediana de 18.333 $ mentre que les dones 21.250 $. La renda per capita de la població era de 10.818 $. Entorn del 8,3% de les famílies i el 14,8% de la població estaven per davall del llindar de pobresa.

## Poblacions més properes
El següent diagrama mostra les poblacions més properes.